# Keigo Tsunemoto
Keigo Tsunemoto (jap. 常本 佳吾, Tsunemoto Keigo; * 21. Oktober 1998 in der Präfektur Kanagawa) ist ein japanischer Fußballspieler.

## Karriere

### Verein
Keigo Tsunemoto erlernte das Fußballspielen in der Jugendmannschaft der Yokohama F. Marinos sowie in der Universitätsmannschaft der Meiji-Universität. Von September 2020 bis Saisonende wurde er an die Kashima Antlers ausgeliehen. Der Verein aus Kashima spielte in der ersten japanischen Liga, der J1 League. Sein Erstligadebüt gab er am 3. November 2020 im Auswärtsspiel gegen die Yokohama F. Marinos. Hier wurde er in der 79. Minute für Kei Koizumi eingewechselt. Nach der Ausleihe wurde er Anfang 2021 von den Antlers fest verpflichtet.
Im Juli 2023 wagte er den Sprung nach Europa zum Schweizer Traditionsverein Servette FC aus Genf, wo sein ehemaliger Trainer bei den Kashima Antlers René Weiler ab der Saison 2023/24 frisch engagiert wurde.
Nach zwei Saisons in Genf wechselte Tsunemoto zum FC Basel und unterschrieb dort einen Vertrag bis 2028.

### Nationalmannschaft
Keigo Tsunemoto spielte 2015 einmal in der japanischen U17-Nationalmannschaft. Hier kam er am 21. Januar 2015 in einem Freundschaftsspiel gegen Russland zum Einsatz.